# Kom, låt oss nu förenas här
Kom, låt oss nu förenas här är en lovpsalm av Isaac Watts år 1707. I Sverige sjungs den även med en refräng tillkommen omkring år 1850:
Halleluja! O Guds Lamm,
som har segrat på Golgata!
Halleluja, halleluja, halleluja! Amen.
Sången översattes till svenska av Gustaf Palmquist år 1862 och bearbetades av Catharina Broomé år 1984. Den melodi som används i Sverige är engelsk och tillkommen omkring år 1850 (alltså tillsammans med refrängen). Isaac Watts' text är tydligt inspirerad av lovsångerna i Uppenbarelseboken, kapitel 4 och 5. Vers 4 i den svenska versionen anspelar dessutom på Romarbrevet kapitel 8 och dess tal om skapelsens befrielse.
I många andra länder saknas refrängen – som alltså inte hör till originalet – och man använder gärna en melodi av Johann Crüger. Det är samma som till Med tacksam röst och tacksam själ.

## Publicerad i
- Sions Sånger 1890, som nr 1 (Adventisternas sångbok)
- Herde-Rösten 1892 som nr 231 under rubriken "Lof och tacksägelse".
- Samlingstoner 1919 som nr 9 under rubriken "Samlingssånger".
- Svenska Missionsförbundets sångbok 1920 som nr 411 under rubriken "Lovsånger".
- Den svenska psalmboken 1986 som nr 16 under rubriken "Lovsång och tillbedjan".
- Den svenska psalmboken för den evangelisk-lutherska kyrkan i Finland som nr 295